# Ustawa o czerwonej fladze

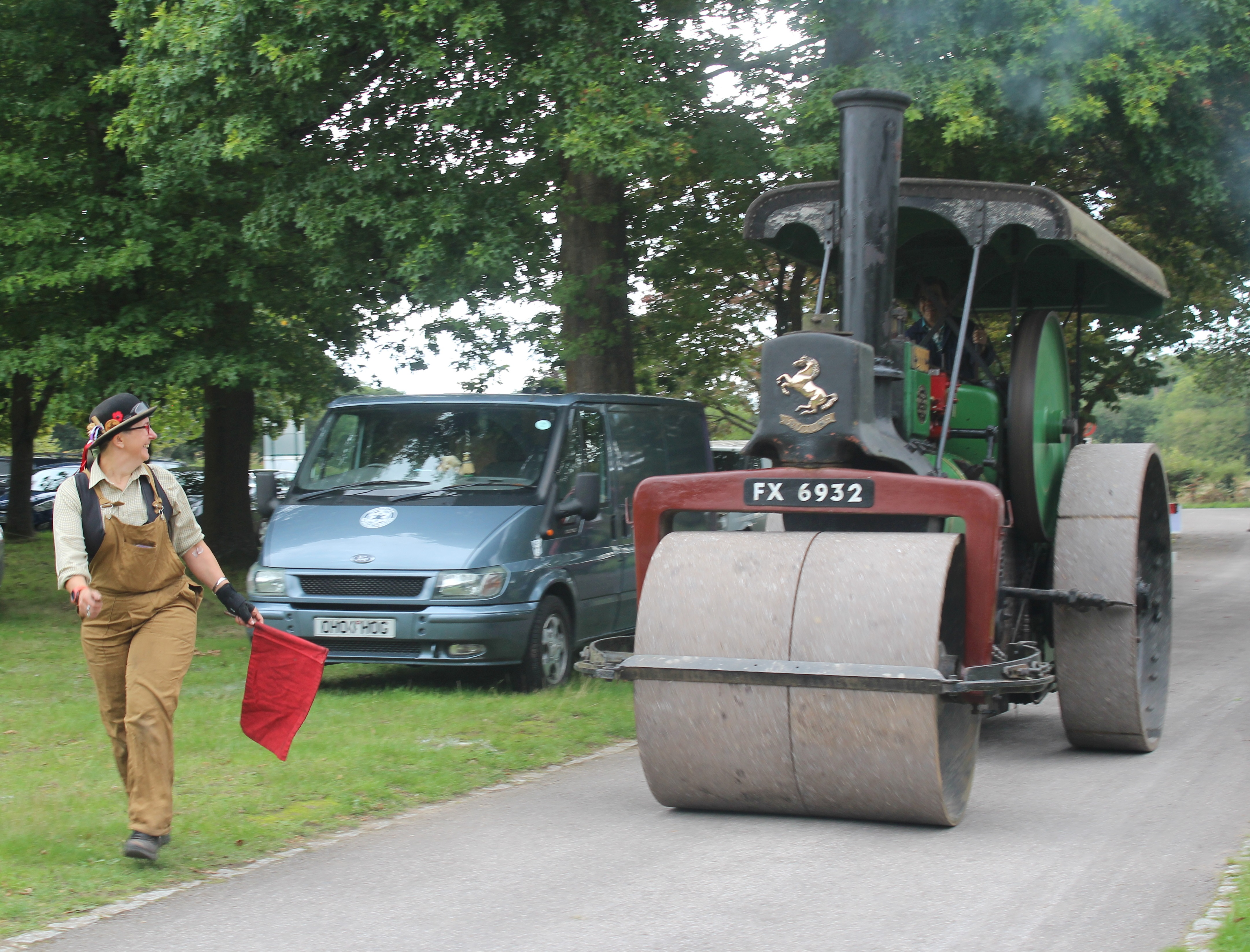
Rekonstrukcja realizacji ustawy - walec parowy z 1901 roku poprzedzony czerwoną flagą (Rural Life Centre, Tilford, Surrey).

Ustawa o czerwonej fladze (ang. Red Flag Act) – potoczna nazwa zarządzenia Locomotives on Highways Act z 1865 roku, które wprowadziło w Wielkiej Brytanii zakaz poruszania się omnibusów parowych bez osoby biegnącej 60 jardów (ok. 55 metrów) przed pojazdem i ostrzegającej innych użytkowników dróg. Człowiek biegnący przed takim omnibusem musiał trzymać w ręku czerwoną chorągiewkę lub – w nocy – latarnię. Ustawa ograniczyła także dopuszczalną prędkość do 2 mil na godzinę (ok. 3 km/h) w mieście i 4 mil na godz. (ok. 6 km/h) poza nim. Bardzo spowolniało to omnibusy, których praktyczna maksymalna prędkość, wynikająca z ich technologicznych uwarunkowań, sięgała 25 km/h.
Z ustawą tą wiązała się o cztery lata starsza z 1861 ograniczająca masę silników parowych w pojazdach do 12 ton i prędkość lokomotyw kolejowych do 10 mil/godz. (16 km/h). W 1878 obowiązek wynikający z przepisu z 1865 ograniczono w ten sposób, że dystans między pojazdem a poprzedzającym go człowiekiem skrócono do 20 jardów, a władzom lokalnym pozostawiono decyzję o wymagalności całego przepisu.